# Norma Cruz
Norma Cruz (...) è un'attivista guatemalteca, conosciuta per il suo lavoro contro la violenza sulle donne..
Fin dall'apertura, il 3 giugno 1996, Norma ha guidato la Fundación Sobrevivientes (Fondazione Sopravvissute), una associazione per i diritti delle donne con sede nella Città del Guatemala.
Questa fondazione provvede al "supporto emotivo, sociale e legale per le centinaia di vittime in cerca di giustizia e protezione."
Secondo il Dipartimento di Stato degli Stati Uniti d'America, "nel solo 2007, la sua fondazione ha aiutato a trovare, perseguire e condannare 30 individui accusati di uccidere donne. La ONG gestisce un asilo per le vittime — uno dei pochi nel paese — e combatte per proteggere le madri i cui bambini sono rapiti in quello che è il primo anello di una redditizia filiera illegale per le adozioni internazionali."
Nel 2009, il Dipartimento di Stato Americano ha nominato Norma International Women of Courage Award (Premio Internazionale per le Donne Coraggiose), elogiandola come "una ispirazione e un simbolo di coraggio e speranza per le donne guatemalteche, e per tutte le donne che ovunque lavorano per un cambiamento positivo."
Ha ricevuto il premio dal Segretario di Stato degli Stati Uniti d'America Hillary Clinton e dalla First lady degli Stati Uniti d'America Michelle Obama.
Dal Maggio 2009, Norma Cruz è stata vittima di numerose minacce di stupro e omicidio via sms e telefono; anche la sua famiglia è stata oggetto di minacce. Anche se il Governo guatemalteco le ha assicurato una scorta, le minacce sono continuate portando Amnesty International a nominare il suo lavoro un "caso prioritario" nel 2011. Nel Marzo 2011, gli uffici della sua organizzazione sono stati oggetto del lancio di bombe molotov, senza nessun ferito.
Durante la primavera del 2011, l'American Repertory Theater e il cantante Serj Tankian dei System of a Down hanno dedicato la loro produzione Prometeo incatenato a Norma e sette altre attiviste, dichiarando che "cantando la storia di Prometeo, la divinità che sfidò il tiranno Zeus dando agli esseri umani il fuoco e l'arte, la produzione spera di dare una voce a chi è attualmente silenziato o minacciato dai moderni oppressori.."